# Bodegón

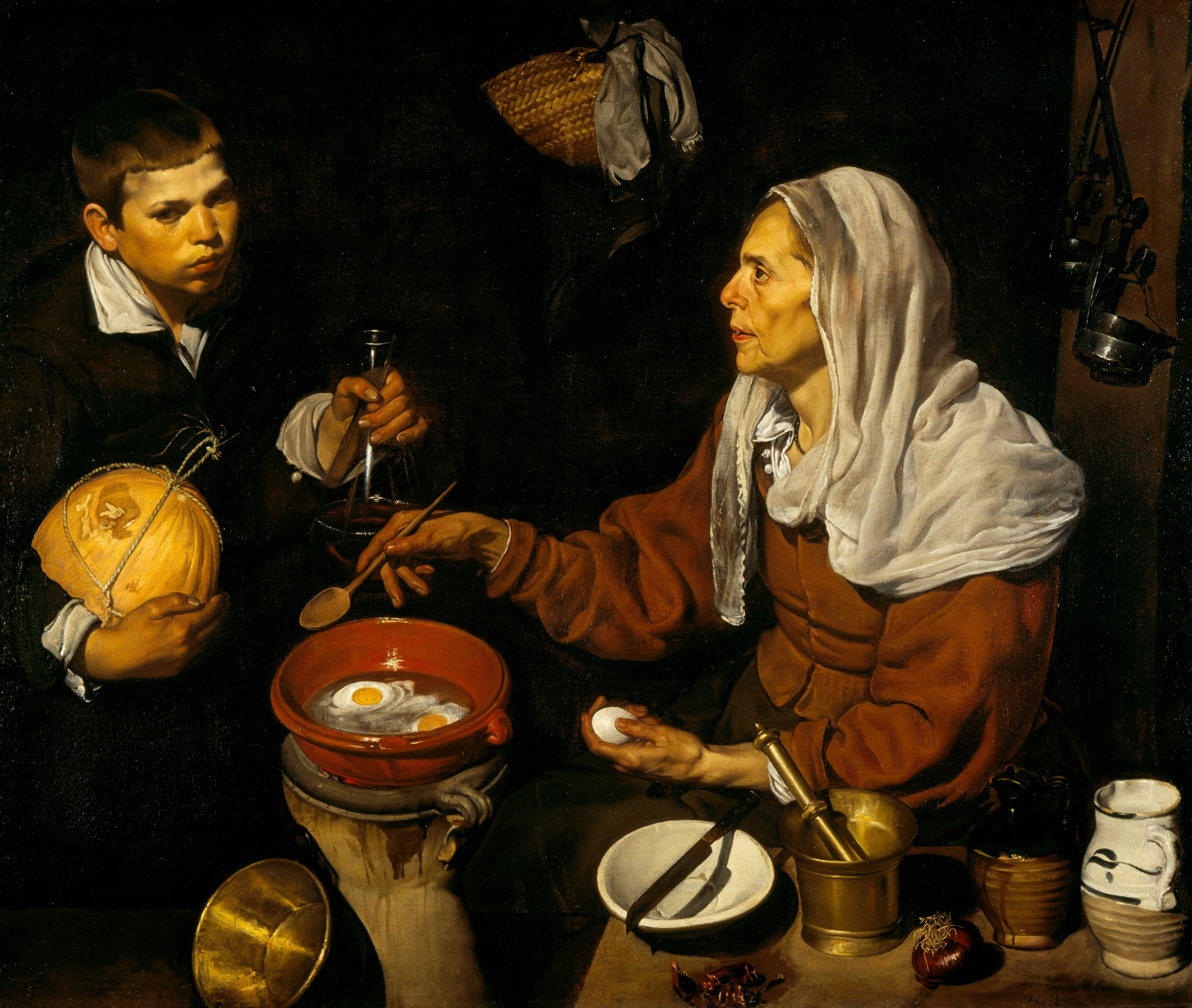
Die Alte beim Eierbraten, 1618, Edinburgh, Scottish National Gallery

Bodegón bezeichnet ein historisches Genre in der Malerei, bei dem Alltagsgegenstände und Nahrungsmittel abgebildet werden oder im Fokus der Darstellung stehen. Während im Spanischen die Bodegones mit Stillleben im Allgemeinen, also solchen aus allen Epochen und Kunstlandschaften gleichgesetzt werden, fokussiert sich im internationalen kunsthistorischen Sprachgebrauch der Begriff auf die spezifische Ausprägung dieses Genres in der spanischen Malerei seit 1600.

## Geschichte
Der Begriff (abgeleitet von span. bodegón, Weinkeller, einfaches Gasthaus) wurde schon von den spanischen Kunstschriftstellern Francisco Pacheco del Río (1564–1654) und Antonio Palomino de Castro y Velasco (1653–1726) auf frühe Bilder von Diego Velázquez angewendet, in denen dieser, wohl angeregt von den niederländischen sogenannten Küchenstücken alltägliche Szenen wiedergab, in denen stilllebenhaft arrangierte Geschirre, Vorratsgegenstände und Nahrungsmittel eine deutliche Rolle spielten. Joachim Beuckelaer und Pieter Aertsen waren wichtige Vertreter dieses in den damals zu Spanien gehörenden südlichen Niederlanden gepflegten Genres. Auch auf dem Umweg über das (damals ebenfalls spanische) Neapel oder Werke von Vincenzo Campi oder Annibale Carracci könnten diese neuen Bildideen nach Spanien gelangt sein. Kulturgeschichtlich steht diese Hinwendung zu den einfachen Dingen und dem alltäglichen Volksleben im Zusammenhang mit einer Abwendung von manieristischer Künstlichkeit, einer genaueren Beobachtung der Wirklichkeit, also einem Realismus, der auch in anderen Genres der europäischen Malerei zu beobachten ist.
Bald nach dem Beginn des 17. Jahrhunderts werden diese Vorbilder in Spanien aufgenommen. In den frühen bodegones von Velázquez sind die stilllebenhaften Elemente schon in den Vordergrund geschoben, aber noch Teil figürlicher Situationen (Eier bratende Alte, 1618) oder nutzen sogar nach niederländischem Vorbild eine biblische Hintergrundszene zur Rechtfertigung der „niederen“ Themenwahl.

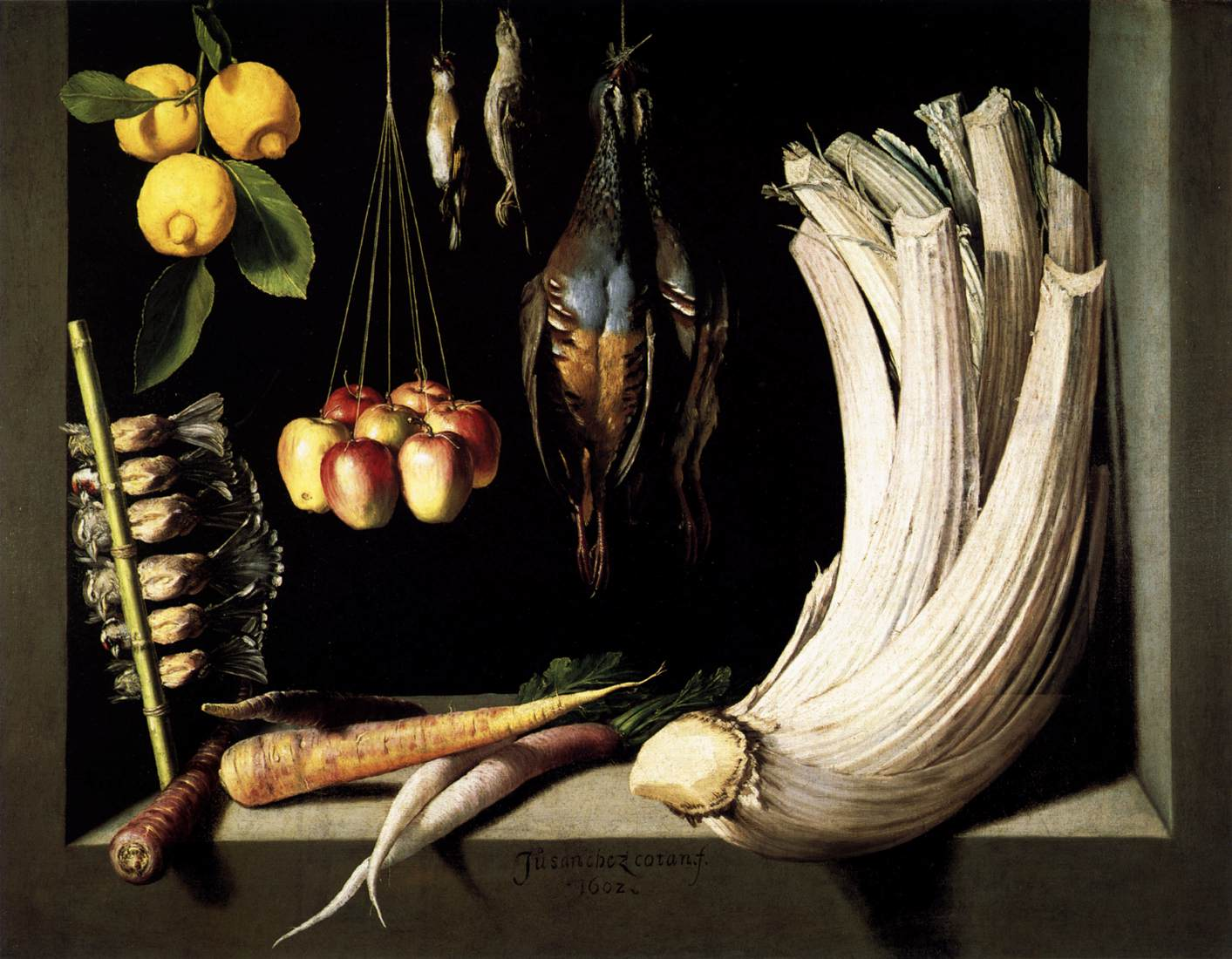
Juan Sánchez Cotán, Stillleben mit Wild, Gemüse und Früchten, 68 × 89 cm, Öl auf Leinwand, 1602, Museo del Prado in Madrid.

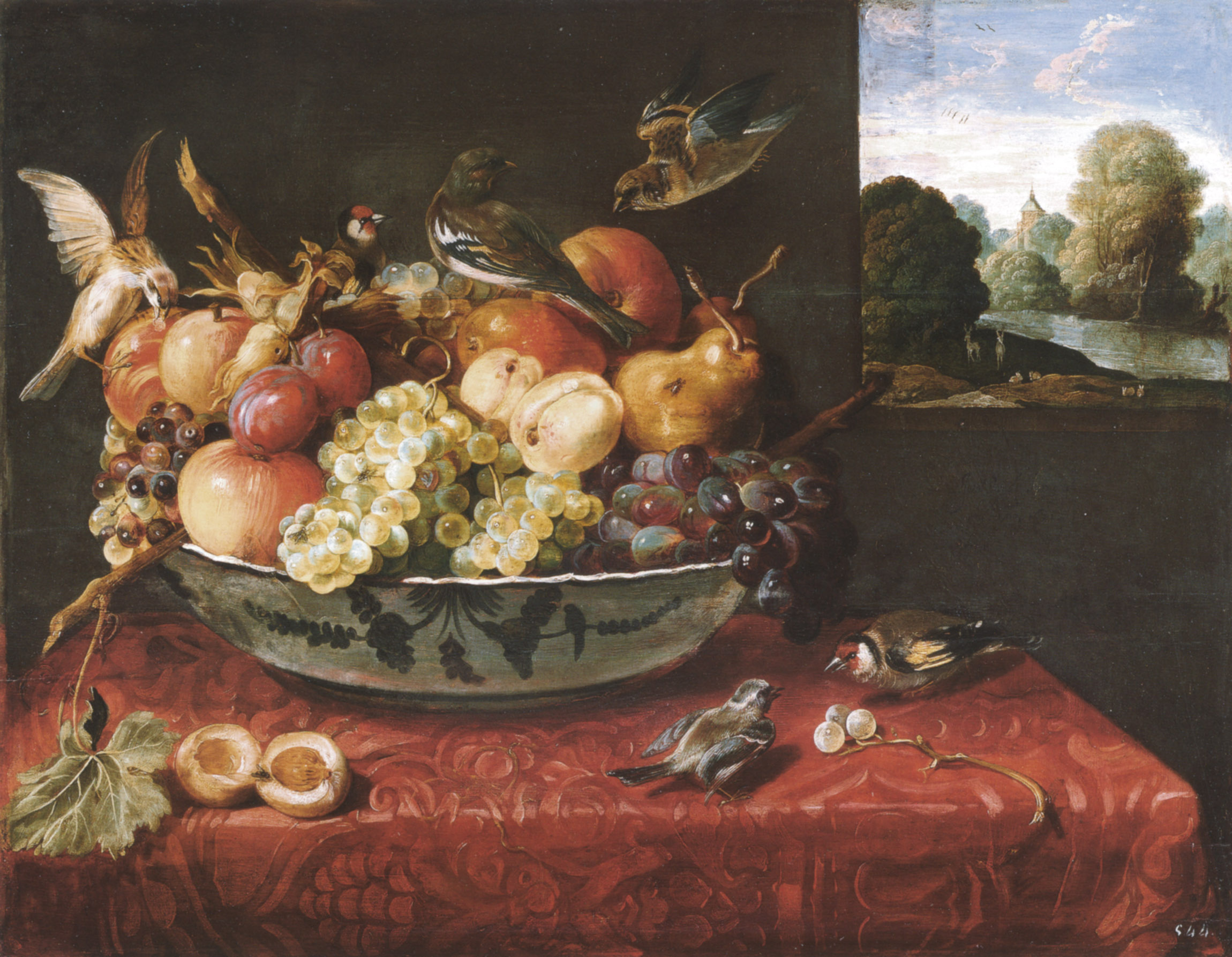
Juan van der Hamen y León, Stillleben mit Obstschale, Vögeln und Fensterausblick, 56 × 74 cm, Öl auf Holz, 1621, Real Sitio de San Lorenzo de El Escorial

Gleichzeitig, wenn nicht sogar wenige Jahre früher, entstehen in Spanien die ersten reinen, also ohne Personenstaffage auskommenden Stillleben, die heute ebenfalls zu den bodegones gerechnet werden. Juan Sánchez Cotán (1560–1627) aus Toledo schuf spätestens seit 1602 gemalte Arrangements von unverarbeiteten Naturprodukten, die scheinbar kunstlos nebeneinander vor dunklen Hintergrund gestellt, im scharfen Licht hervorstechen. Obwohl den einzelnen gemalten Gegenständen vermutlich ein direkter emblematischer (symbolischer) Sinn abgeht, ist die Einfachheit und Ungekünsteltheit von Darstellungsweise und Motivwahl nicht ohne religiös-moralischen Hintersinn zu verstehen. Dem entspricht, dass sich Sánchez Cotán 1603 in ein Kloster der Kartäuser zurückzog, die ein extrem asketisches Leben führten.
Bedeutendster Vertreter der folgenden Generation von Stilllebenmalern ist Juan van der Hamen y León (1596–1631), ein Kind flämischer Eltern. Obwohl von Sánchez Cotán beeinflusst, werden mit van der Hamen (und seinen Zeitgenossen) die Palette farbiger, die Sujets kostbarer, der Bildraum tiefer. Bei ihm kommt das Blumenstillleben als Genre hinzu. Er arbeitete für den Hof und gehörte zu einem Kreis von Intellektuellen.
Im Werk des nur zwei Jahre jüngeren Francisco de Zurbarán (1598–1664) spielen die Stillleben eine bedeutende, doch keine zentrale Rolle. In ihrer strengen Anordnung und kargen Anmutung sind sie eher dem Werk des älteren Cotan verwandt.

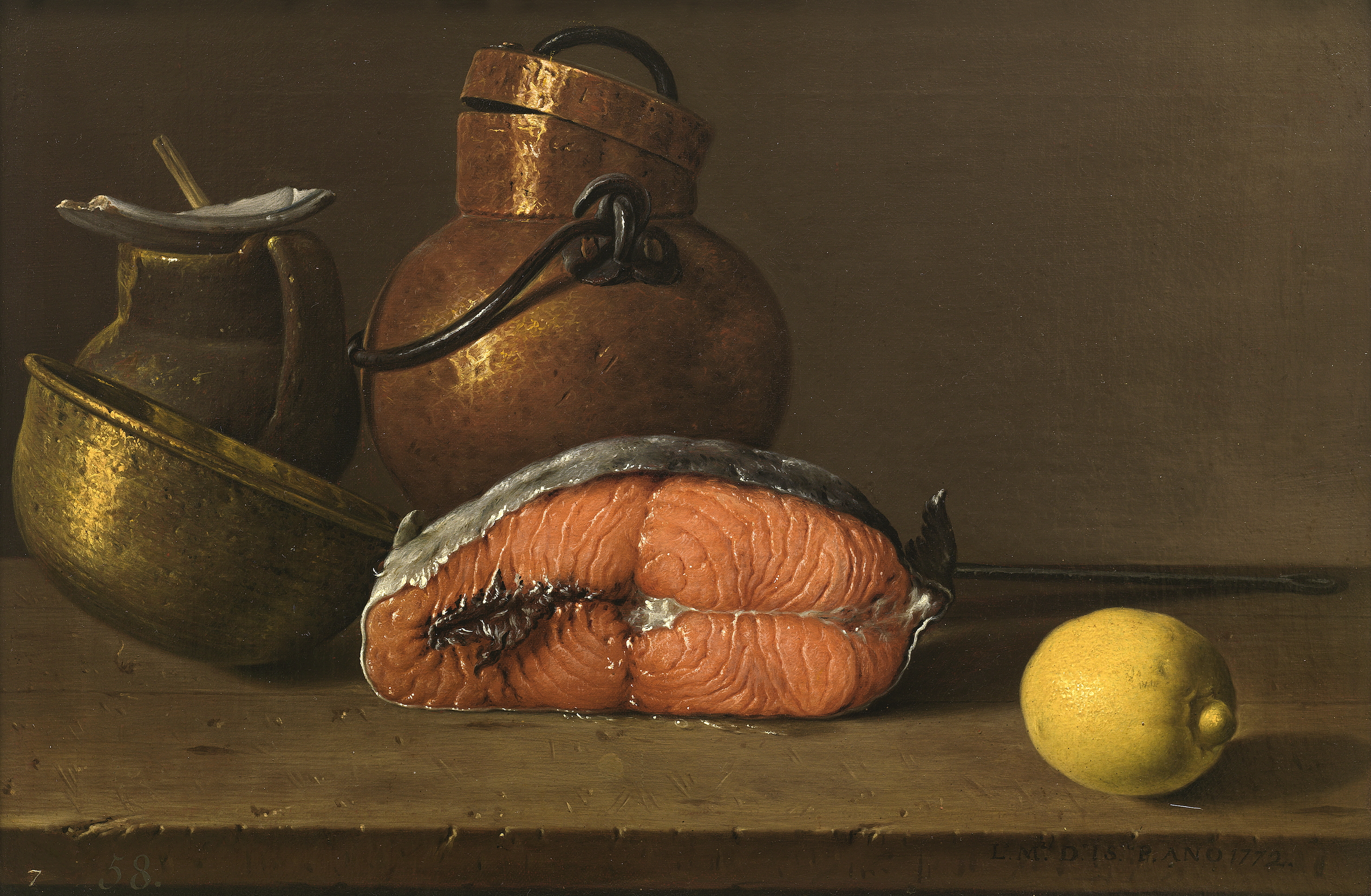
Luis Eugenio Meléndez, Lachs, Zitrone und drei Gefäße, um 1750, Museo del Prado

Noch im 18. Jahrhundert ist die Konjunktur für bodegones beim spanischen Publikum ungebrochen. Die Bilder von Luis Eugenio Meléndez zeigen ebenfalls dunkle Hintergründe, bringen die Gegenstände nah vor das Auge des Betrachters, doch ist das Licht gleichmäßiger und die Bildanordnung komponierter, „akademischer“. Weggefallen sind in dieser Zeit jedenfalls alle allegorischen und metaphysischen Bedeutungen.
Deutliche Eigenarten unterscheiden die höfisch-zeremonielle Welt des spanischen bodegón auf bemerkenswerte Weise von der bürgerlich-praktischen Lebenswelt des Bürgers im nördlicheren Stillleben: die flämischen und holländischen Mahlzeitenbilder bieten üppige und in einen Handlungszusammenhang (Zubereitung, Essen) gestellte Motive, während auf den spanischen Darstellungen jeder Hinweis auf den Konsum entfällt. „Es fehlt die kunstvolle Zufälligkeit bei der Zusammenstellung der Gegenstände, … die den praktischen Umgang mit den Dingen suggeriert“ (Held).

## Nachweise
1. ↑  Schneider: Stilleben. Realität und Symbolik der Dinge. S. 46
2. ↑  Grimm: Stilleben. S. 153
3. ↑  Schneider: Stilleben. Realität und Symbolik der Dinge. S. 46 f.
4. ↑  Held: Verzicht und Zeremoniell. Zu den Stilleben von Sanchez-Cotán und van der Hamen. S. 382–390.
5. ↑  Grimm: Stilleben. S. 150.
6. ↑  Held: Verzicht und Zeremoniell. Zu den Stilleben von Sanchez-Cotán und van der Hamen. S. 392.